# My Savior My God
 (mars 2012).
Si vous disposez d'ouvrages ou d'articles de référence ou si vous connaissez des sites web de qualité traitant du thème abordé ici, merci de compléter l'article en donnant les références utiles à sa vérifiabilité et en les liant à la section « Notes et références ».
Singles de Aaron Shust
Matchless
(2005) Give It All Away
(2006)
My Savior My God est une chanson écrite en 2006 par Aaron Shust dans l'album Anything Worth Saying. Elle est devenue un #1 au Hot Christian Songs et a reçu un Dove Award en 2007.

## Classements et certifications

### Classements
| Classement (2006)                | Meilleure position |
| -------------------------------- | ------------------ |
| États-Unis (Hot Christian Songs) | 1                  |

### Certifications
| Pays              | Certification | Ventes   |
| ----------------- | ------------- | -------- |
| États-Unis (RIAA) | Or            | 500.000^ |